# Nathan Abshire
Nathan Abshire (* 27. Juni 1913 bei Gueydan, Louisiana; † 13. Mai 1981 in Basile, Louisiana) war ein US-amerikanischer Akkordeonspieler im Bereich der Cajun-Musik. Er gehört zu den Vertretern des Louisiana Blues und des Swamp Blues.

## Leben
Abshire spielte in seiner Jugend in Tanzlokalen und auf Partys. In den 1930er Jahren spielte er mit dem Geiger Lionel Leleux und dem Akkordeonisten Amédé Ardoin. Im Jahr 1935 nahm er sechs Songs mit den Rayne-Bo Ramblers, einer Gruppe von Gitarristen um den Sänger Leroy "Happy Fats" Leblanc auf. Abshire diente während des Zweiten Weltkriegs in der US-Army. Nach dem Krieg wohnte er in Basile, wo er im Avalon Club auftrat. 1949 veröffentlichte er das Album "Pine Grove Blues", sowie mehrere Aufnahmen auf Swallow Records und Arhoolie Records in den 1960er Jahren. Er erschien mit Dewey Balfa und den Balfa Brothers auf dem Newport Folk Festival 1967. Zusammen mit Balfa widmete Abshire einen Großteil seiner Zeit in den 1960er und 70er Jahren zur Förderung Cajun-Musik durch Auftritte bei Festivals und an Hochschulen in den Vereinigten Staaten. Er starb 1981 in Basile, nachdem er lange Zeit als Aufseher bei der örtlichen Mülldeponie gearbeitet hatte.

## Film und TV
Abshire war zu sehen oder zu hören in
- The Big Easy – Der große Leichtsinn (1986)
- The Good Times Are Killing Me (1975) (TV)
- Dedans le sud de la Louisiane (1974)

## Diskografie (Auswahl)
- Pine Grove Blues, Album, 1949

Kompilationen
- Nathan Abshire - The Great Cajun Accordionist
- Nathan Abshire & The Pinegrove Boys